# Session (Irish Folk)

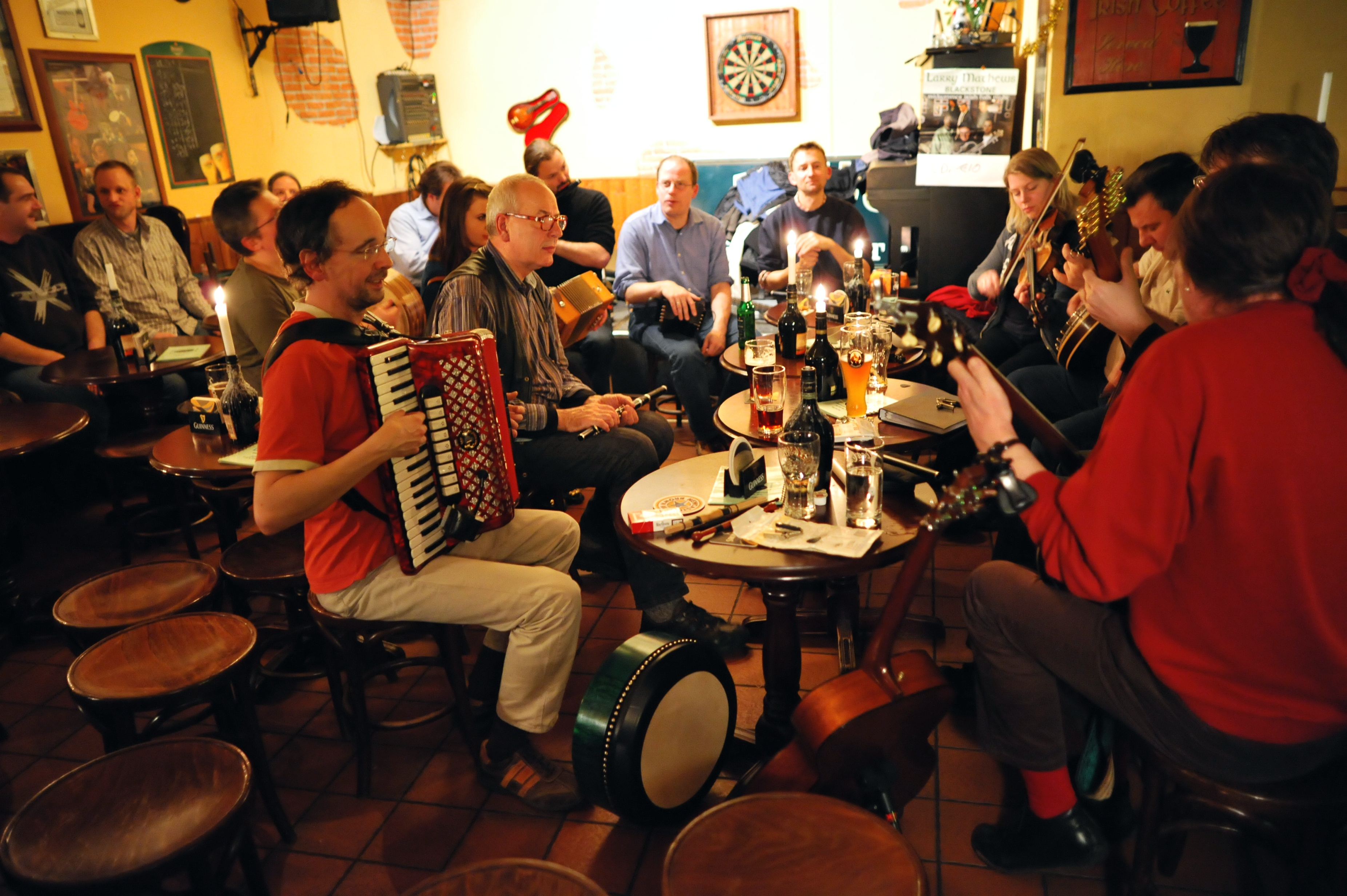
Irish Traditional Music Session im Pub The Old Dubliner Hamburg

Im Irish Folk ist eine Session ein lockeres Zusammentreffen und Musizieren von Musikern, die sich der traditionellen irischen Musik verschrieben haben. Sessions finden meistens in den traditionellen irischen Kneipen, den Irish Pubs statt. In Irland werden die Begriffe Irish traditional music session (kurz: trad session) oder pub session verwendet. Wenn Musiker ihre Kollegen und Freunde zu sich nach Hause einladen, nennt man dies meist kitchen session.

## Geschichte
Die Session ist zu einer so beherrschenden Form der irischen Musik geworden, dass viele Personen annehmen sie habe eine wesentlich längere Geschichte, als es tatsächlich der Fall ist. Bis zum Ende des 19. Jahrhunderts wurde irische Tanzmusik hauptsächlich von Solomusikern gespielt. Mit den ersten Tonaufnahmen irischer Auswanderer in den USA nach 1900 verbreitete sich eine Begleitung des Melodieinstruments durch Klavier oder Gitarre. Um 1922 bildeten sich erste Musikgruppen, deren Aufnahmen den Hauptteil irischer Musik in der Zeit der Schellackplatte ausmachten.
In Irland entwickelten sich nach 1920 kommerzielle Céilí-Bands, die die Musik zu den neu aufkommenden Céilí-Tänzen lieferten. Diese Musikform hatte nur wenig Einfluss auf den Amateurbereich.
Die Verbindung der Session mit den Irish Pubs hat eine besondere Bedeutung, beide spielten eine große Rolle in der Entwicklung des sozialen Lebens in Irland nach dem Zweiten Weltkrieg. Ein genauer Ursprung der pub session kann nicht angegeben werden. In einigen Pubs an der Grenze zwischen den Grafschaften Cork und Kerry hat es schon Ende der 1930er Jahre traditionelle irische Musik gegeben, was aber zu dieser Zeit noch eine Ausnahme war. In den späten 1940er Jahren waren Sessions unter Auswanderern in Irish Pubs in England verbreitet und wurden von heimkehrenden Auswanderern mit zurück nach Irland gebracht. Seit den 1950er Jahren ist die Session als Musikform in Irland verbreitet.
Ursprünglich spielten in Sessions nur reine Amateure. Nachdem die Session zu einem bekannten Standardformat der irischen Musik wurde, begannen Betreiber von Irish Pubs in den 1970er Jahren einen oder zwei Musiker für regelmäßiges Spielen als „Kern“ einer Session zu bezahlen. Aus diesem „Kern“ sollte sich eine regelmäßige Session mit zusätzlichen Amateurmusikern entwickeln und dem Pub einen Namen als Ort für gute irische Musik machen.

## Ablauf
Für einen Außenstehenden mag eine Session wie ein zufälliges Ereignis wirken, es gibt jedoch kontrollierende Faktoren, die den Ablauf und die Auswahl der Instrumente regeln. Dazu zählt der jeweilige Status der Musiker, wobei Musiker mit einem höheren Status mehr Kontrolle ausüben. Der Status eines Musikers wird bestimmt aus seinem Instrument, Alter, Können und seinem Ansehen. Der irische Musiker Con Ó'Drisceoil schreibt in seinen Ausführungen über sein Lied The Spoons Murder : „Es gibt einige offensichtliche Regeln ... Zum Beispiel sollte wer in eine Session einsteigen möchte die bereits aktiven Mitglieder um Erlaubnis bitten ... und selbstverständlich sollte man nicht versuchen, ein Stück mitzuspielen, das man nicht kennt.“
Die Musik der Sessions basiert auf einem Grundrepertoire an Tunes. Dieses Repertoire wird ergänzt durch neue oder seltenere Tunes, wodurch oft ein recht reger Austausch an neuen Melodien entsteht. Beliebte Tunes können in das Standardrepertoire der jeweiligen Session übernommen werden. Mehrere Tunes werden (als kurze Musikstücke) zu einem Set zusammengefasst. Ein Musiker mit Melodieinstrument startet ein Set, die anderen steigen mit ein – wenn sie den jeweiligen Tune beherrschen. Jeder Tune des Sets wird wiederholt (typischerweise zweimal). Der Musiker, der das Set gestartet hat, bestimmt den weiteren Verlauf (Anzahl der Wiederholungen eines Tunes, Abfolge der Tunes). Die Verständigung geschieht dabei oft nur durch Blickkontakt, aber auch durch Ausrufen eines Tune-Titels oder auch nur einer Tonart für den nächsten Tune.
Gespielt wird nicht nach Noten, sondern nach Gehör und aus dem Kopf. Ein potentieller Mitmusiker muss zumindest ein Grundrepertoire beherrschen. Die Musik der Sessions kennt keine Polyphonie, alle Melodieinstrumente spielen denselben Ton zur selben Zeit, bis auf Verzierungen (Heterophonie). Das gemeinsame Spiel aller Musiker wird häufig von Soloeinlagen unterbrochen. So können Songs von einem Musiker vorgetragen (und eventuell behutsam begleitet) werden, oder Spieler der Uilleann Pipes werden aufgrund der Klangfülle ihres Instruments oft um ein Solo gebeten.
Es gibt auch Sessions, auf denen nahezu ausschließlich Songs gesungen werden (song session oder ballad session).

## Andere Musikgenres
Die Idee der Session ist keineswegs auf irische Musik begrenzt. Sie ist in nahezu jedem Land zu finden, das eine aktive Volksmusikszene hat. Neben Irland ist dies besonders in England, Schottland, Frankreich und Spanien der Fall. Sessions sind im Jazz ebenso bekannt, etwa als Jamsession. Der Ablauf kann jeweils deutlich unterschiedlich sein.